# 72. armádní sbor (Čína)
72. armádní sbor (čínsky v českém přepisu ti čchi-š'-er ťi-tchuan-ťün, pchin-jinem dì qīshí'èr jítuánjūn, znaky zjednodušené 第七十二集团军) je operačně-taktický svazek Čínské lidové osvobozenecké armády a jeden ze tří armádních sborů podřízených Východnímu válčišti ČLOA. Velitelství sboru je dislokováno ve městě Chu-čou v provincii Če-ťiang.

## Historie
73. armádní sbor ve své současné podobě vznikl v dubnu 2017 přečíslováním z 1. armádního sboru.

## Velení
| Velitelé 1. genmjr. Ču Siao-chuej (březen 2017 – červenec 2018) 2. genmjr. Čeng Šou-tung (červenec 2018 – duben 2019) 3. genmjr. Lin Siang-jang (duben 2019 - duben 2020) 4. genmjr. Ting Laj-fu (duben 2020 – duben 2022) | Političtí komisaři 1. genmjr. Wang Wen-čchüan (březen 2017 – září 2020) |

## Organizační struktura
Struktura 72. armádního sboru v roce 2017:
- 10. těžká vševojsková brigáda
- 5. obojživelná vševojsková brigáda
- 124. obojživelná vševojsková brigáda
- 85. střední vševojsková brigáda
- 34. střední vševojsková brigáda
- 90. lehká vševojsková brigáda
- 72. brigáda speciálních sil
- 72. dělostřelecká brigáda
- 72. protiletadlová brigáda
- 72. brigáda vojskového letectva
- 72. ženijní a protichemická brigáda
- 72. brigáda zabezpečení